# Patalene sesquilinea
Patalene sesquilinea là một loài bướm đêm trong họ Geometridae.